# 山地塘
山地塘（英語：Mount Stenhouse）是香港南丫島最高的山峰，高353米，位於該島西南部。
山地塘的北面、東北面分別是索罟灣和菱角山。有小山徑從蘆鬚城沙灘直上。山徑沙石滿佈，新手不宜。 紀念英軍將領 森豪斯

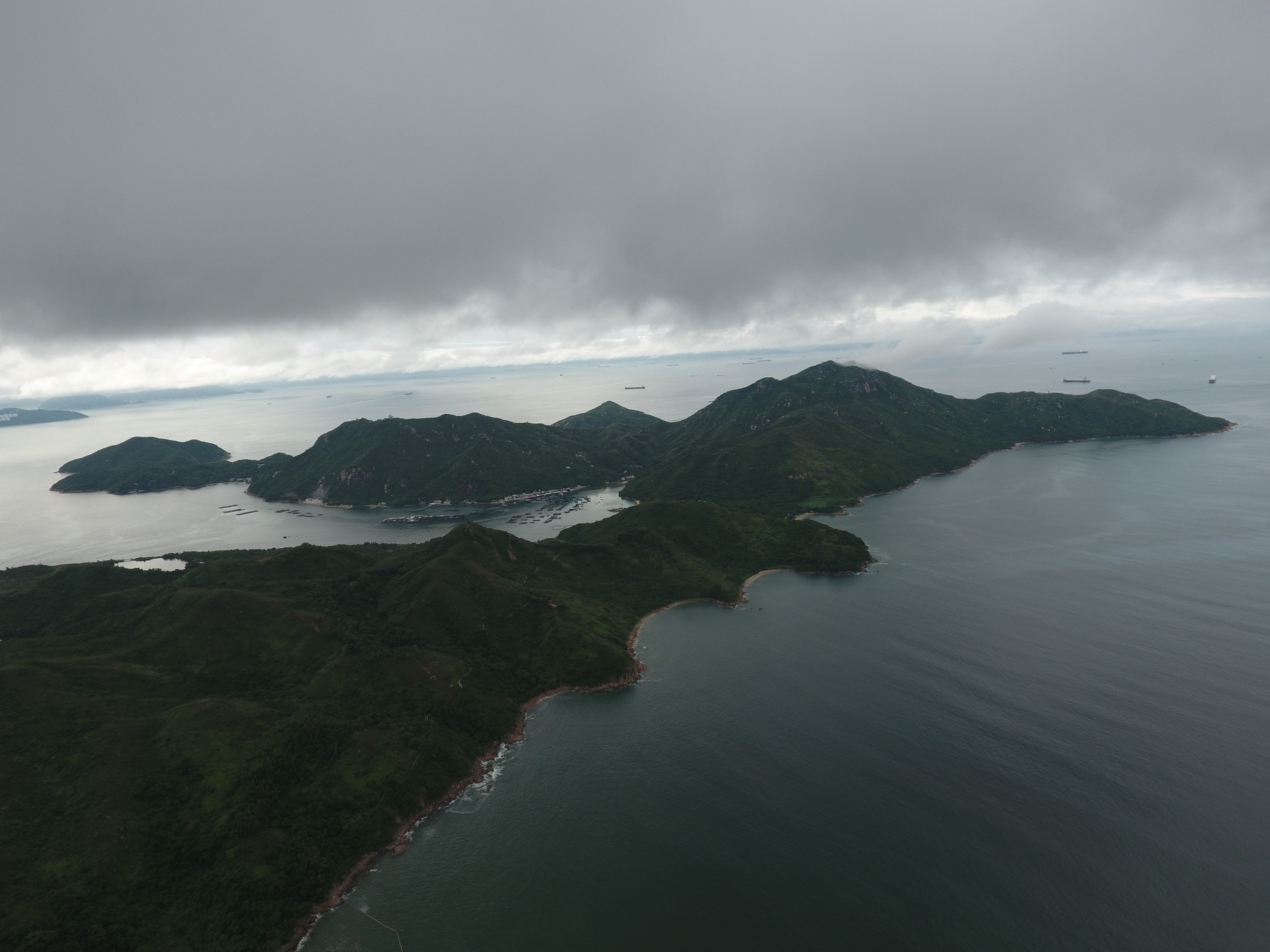
山地塘

## 參照
1. ↑  . Discovery. 2019-10-24  [2020-05-30]. （原始内容存档于2020-06-28） （美国英语）.
2. ↑  . South China Morning Post. 2018-07-07  [2020-05-30]. （原始内容存档于2020-05-23） （英语）.
3. ↑  . OpenStreetMap.   [2020-06-25]. （原始内容存档于2020-06-27） （英语）.